# Gunnar Andersson
Gunnar Andersson (Arvika, 14 de agosto de 1928 — Marselha, 1 de outubro de 1969) foi um futebolista sueco que atuava como atacante. Foi ídolo do Olympique de Marseille e representou ainda diversos outros clubes da França, Suécia e um da Dinamarca.

## Carreira
Começou a sua carreira no IFK Göteborg e passou ainda pelo clube dinamarquês Kjøbenhavns Boldklub antes de chegar à França, para defender o Olympique de Marseille, clube no qual se tornou ídolo por seus gols, sagrando-se artilheiro de duas edições do Campeonato Francês.
Depois do sucesso no Olympique, teve passagens por outros cinco clubes franceses, como Montpellier e Bordeaux, antes de voltar à sua terra-natal para terminar a carreira no IFK Arvika.